# Meierei im Neuen Garten
 (mai 2021).
Si vous disposez d'ouvrages ou d'articles de référence ou si vous connaissez des sites web de qualité traitant du thème abordé ici, merci de compléter l'article en donnant les références utiles à sa vérifiabilité et en les liant à la section « Notes et références ».
Le Meierei im Neuen Garten est une brasserie et un restaurant (Brauhaus) à Potsdam, dans le nouveau jardin, au bord du Jungfernsee.

## Histoire
Le bâtiment est conçu par le maître d'œuvre Carl Gotthard Langhans. La construction reprend de 1790 à 1792 avec Andreas Ludwig Krüger. Dans le cadre du jardin paysager et de la construction du Palais de Marbre par Frédéric-Guillaume II de Prusse, une laiterie est créée pour approvisionner la cour.
En 1843, Frédéric-Guillaume IV de Prusse fait agrandir le bâtiment. Sous la direction de Ludwig Ferdinand Hesse, un deuxième étage a été construit selon un projet de l'architecte Ludwig Persius et le coin sud-ouest est souligné par une tour. Un merlon entoure les toits et confère au bâtiment un caractère normand.
Une deuxième extension a lieu après 1861 avec la station de pompage, mis en place pour l'irrigation du nouveau jardin. Une partie de cette rénovation technique est la grande cheminée mince. Le bassin élevé pour l'entrée d'eau est situé dans le belvédère sur la Pfingstberg.
Après 1918, un restaurant est installé dans le bâtiment, qui jusqu'à la Seconde Guerre mondiale est l'un des lieux d'excursion les plus populaires à Potsdam et est communément appelé Meierei.
L'occupation par l'Armée rouge fin 1945 et la destruction d'une partie du bâtiment ne permettent plus l'activité d'un restaurant. Dans cet état de ruine, la laiterie est encore présente en 1961 au moment de la construction du mur de Berlin.
Après la réunification en 1991, des travaux de rénovation et de restauration ont lieu sur l'ancien bâtiment qui, depuis 2003, est exploité par la Gasthausbrauerei Meierei im Neuen Garten GmbH.